# Općina Hrpelje – Kozina
Općina Hrpelje – Kozina (slo.:Občina Hrpelje - Kozina) je općina na Krasu, jugozapadna Slovenijia, u pokrajini Primorskoj i statističkoj regiji Obalno-kraškoj. Središte općine su naselja Hrpelje sa 665 stanovnika i Kozina s 572 stanovnika. 

## Zemljopis
Općina Hrpelje – Kozina nalazi se na kraškom jugozapadu Slovenije, u zaleđu Tršćanskog zaljeva (Jadransko more), na istoku graniči s Italijom a na jugu s Hrvatskom.Teren Općine Hrpelje - Kozina, leži na razmeđi Krasa, Tršćanskog Krasa na istočnom zaleđu Trsta uz slovensko - talijansku granicu te južnog (ćićarijskog) Krasa (s Berkinima) gdje graniči s hrvatskim dijelm Julijske pokrajine. On ima površinu od 217.4 km² na kojoj leži 37 naselja.
Potoci: Perila (Peril); Glinščica (Rosandra); Grižnik (Grisa); Brsnica (Bersnizza).
Najviši vrhovi: Glavičarka/Rasušica (Monte Rasusizza), 1082 m; Žabnik (Monte Sabni), 1023 m; Straža (Monte Guardia), 758 m; Orlek (Monte Orlich), 665 m; Železna reber (Monte Ferro), 639 m; Videž (Monte Bellavista), 664 m; V. Gradišče (Monte Castellaro), 742 m; Slavnik (Monte Taiano), 1.024 m. 

## Naselja u općini
Artviže, Bač pri Materiji, Beka, Brezovica, Brezovo Brdo, Golac, Gradišče pri Materiji, Gradišica, Hotična, Hrpelje, Javorje, Klanec pri Kozini, Kovčice, Kozina, Krvavi Potok, Markovščina, Materija, Mihele, Mrše, Nasirec, Obrov, Ocizla, Odolina, Orehek pri Materiji, Petrinje, Poljane pri Podgradu, Povžane, Prešnica, Ritomeče, Rodik, Rožice, Skadanščina, Slivje, Slope, Tatre, Tublje pri Hrpeljah, Velike Loče, Vrhpolje

## Vanjske poveznice
- Službena stranica općine